# Qualificazioni alla Coppa COSAFA 1997
Sono elencate di seguito le date e i risultati per le qualificazioni alla Coppa COSAFA 1997.

## Formula
8 membri COSAFA: Tanzania (come paese invitato alla manifestazione) è qualificata direttamente alla fase finale. Rimangono 8 squadre per 4 posti disponibili per la fase finale: le qualificazioni si compongono di un turno unico.
- Playoff - 8 squadre, giocano partite di sola andata. Le vincenti si qualificano alla fase finale.

## Playoff
| Arbitro: | Tangawarima |

|                  |           |                                               |
| Lesupi 3’ (rig.) | Marcatori | 27’ Nyirongo 51’ Maduka 73’ Nkhwazi 88’ Mwase |

Malawi qualificato alla fase finale.
| Arbitro: | Arao |

|  |           |                     |
|  | Marcatori | 10’ Kangwa 15’ Miti |

Zambia qualificato alla fase finale.
| Arbitro: | Masole |

|  |           |                                  |
|  | Marcatori | 36’, 42’, 70’ Adelino 83’ Eurico |

Mozambico qualificato alla fase finale.
| Arbitro: | Kanyonga |

|                                |           |                          |
| Hindjou 87’ (rig.) 119’ (rig.) | Marcatori | 76’ (rig.) Mushangazhike |

Zambia qualificato alla fase finale.